# Richard Seaman
Richard Seaman (ur. 4 lutego 1913 roku w Aldingbourne, zm. 25 czerwca 1939 roku w Spa) – brytyjski kierowca wyścigowy.

## Kariera
W wyścigach samochodowych Seaman poświęcił się startom w wyścigach Grand Prix oraz AAA Championship Car. W latach 1936-1939 Brytyjczyk był klasyfikowany w Mistrzostwach Europy AIACR. W pierwszym sezonie startów z dorobkiem 31 punktów został sklasyfikowany na 28 miejscu w końcowej klasyfikacji kierowców. Rok później uzbierane 24 punkty dały mu piętnaste miejsce w końcowej klasyfikacji kierowców. W sezonie 1938 odniósł zwycięstwo w Grand Prix Niemiec, zaliczanym do klasyfikacji mistrzostw. Stanął również na drugim stopniu podium w Grand Prix Szwajcarii. Uzbierane osiemnaście punktów uplasowały go na czwartym miejscu. Rok później był 25.

## Śmierć
Seaman zginął na 22 okrążeniu wyścigu Grand Prix Belgii 1939 na torze Circuit de Spa-Francorchamps. Jego samochód uderzył w drzewo, a w bolidzie natychmiast wybuchł pożar.